# یاکریم سرخ
یاکریم سرخ یا یاکریم طوقی (نام علمی: Streptopelia tranquebarica) یک گونه از راستهٔ کبوترسانان و تیرهٔ کبوتران طول بدنش ۲۳ سانتی‌متر، دمی کوتاه و نیم‌طوقی سیاه بر پشت گردن و روتنه سرخ-قهوه‌ای و زیرتنه صورتی مایل به قهوه‌ای و سر و دمگاه آبی-خاکستری دارد. صدایش مانند «کوکو» یا «هوهو» است. به طور پراکنده در سراسر ایران می‌زید.